# Champcervon
Champcervon [ʃɑ̃sɛʁvɔ̃] ist eine Ortschaft und eine ehemalige französische Gemeinde mit zuletzt 215 Einwohnern (Stand 2013) im Département Manche in der Region Normandie. Sie gehörte zum Arrondissement Avranches.
Mit Wirkung vom 1. Januar 2016 wurden die früheren Gemeinden Champcervon und Les Chambres fusioniert und damit eine Commune nouvelle mit dem Namen Le Grippon geschaffen. Beiden Gemeinden wurde in der neuen Gemeinde der Status einer Commune déléguée nicht zuerkannt. Der Verwaltungssitz befindet sich im Ort Champcervon.

## Lage
Der Ort Champcervon liegt im Quellgebiet des Küstenflusses Lerre, elf Kilometer nördlich von Avranches und 14 Kilometer südöstlich der Küstenstadt Granville

## Bevölkerungsentwicklung
| Jahr                       | 1962 | 1968 | 1975 | 1982 | 1990 | 1999 | 2008 | 2013 |
| Einwohner                  | 257  | 200  | 169  | 146  | 142  | 157  | 213  | 215  |
| Quellen: Cassini und INSEE |      |      |      |      |      |      |      |      |

## Sehenswürdigkeiten
- Kirche Saint-Martin
- Manoir de Lerre, Herrenhaus, Monument historique

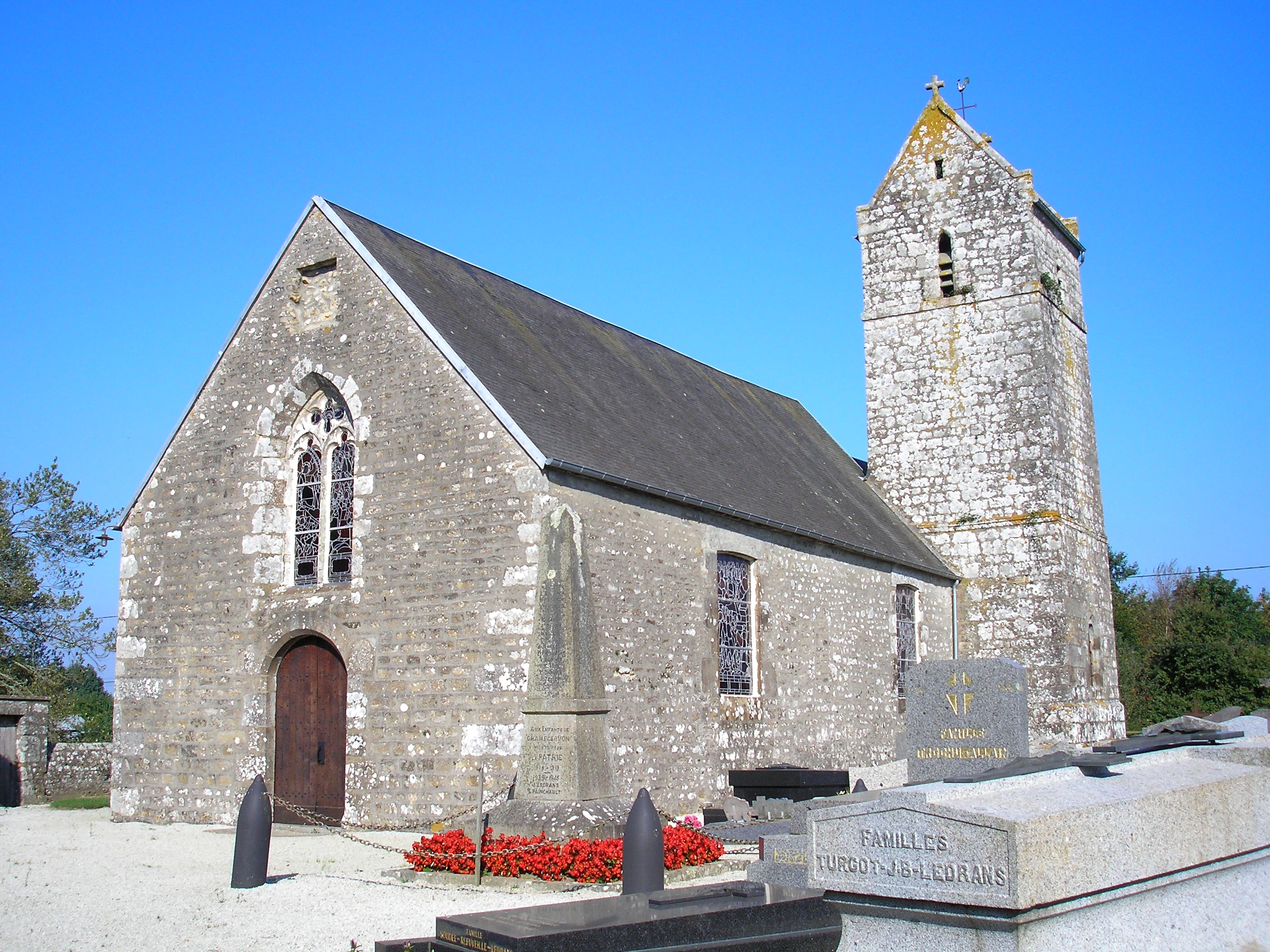
Kirche Saint-Martin
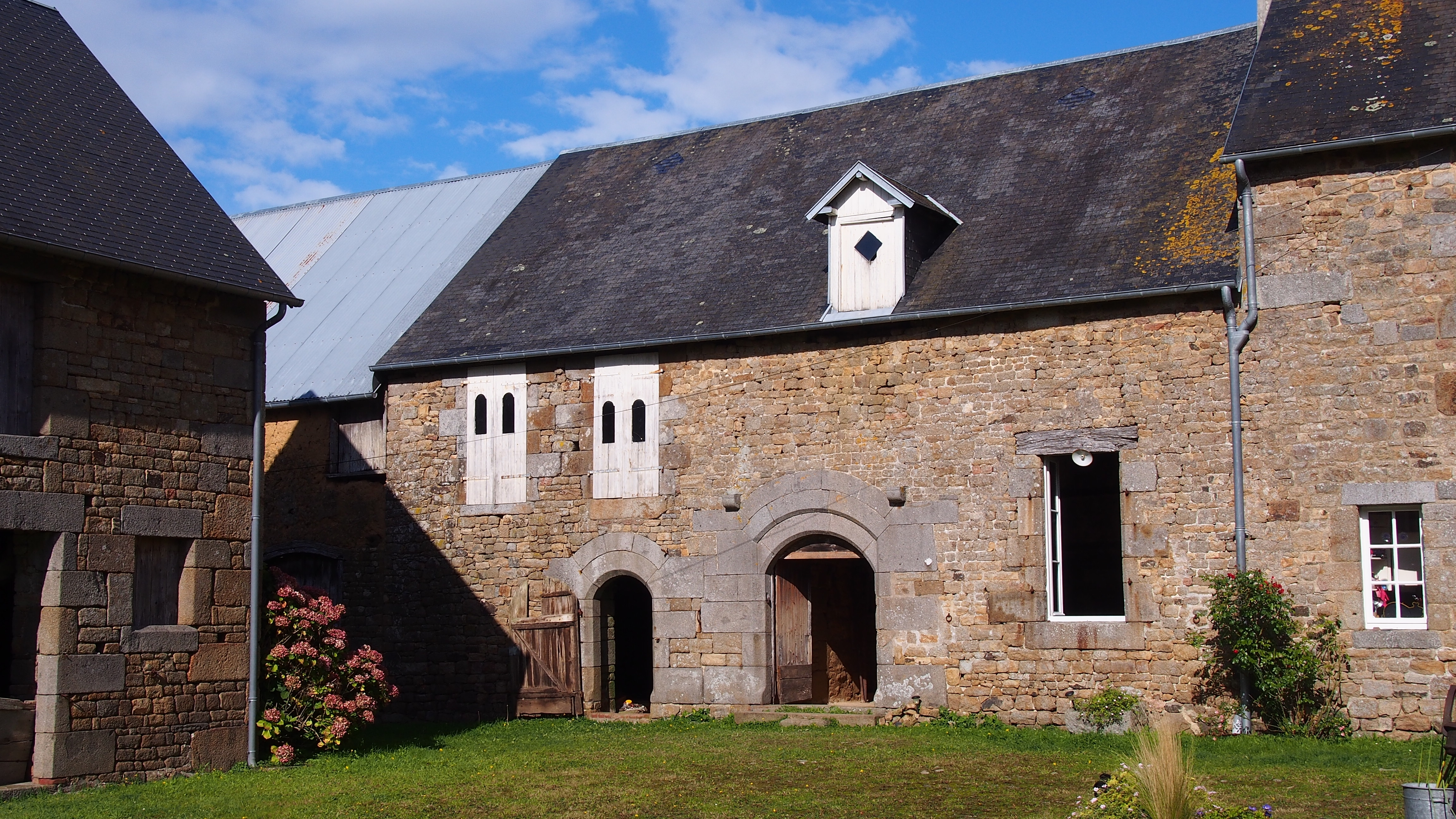
Herrenhaus
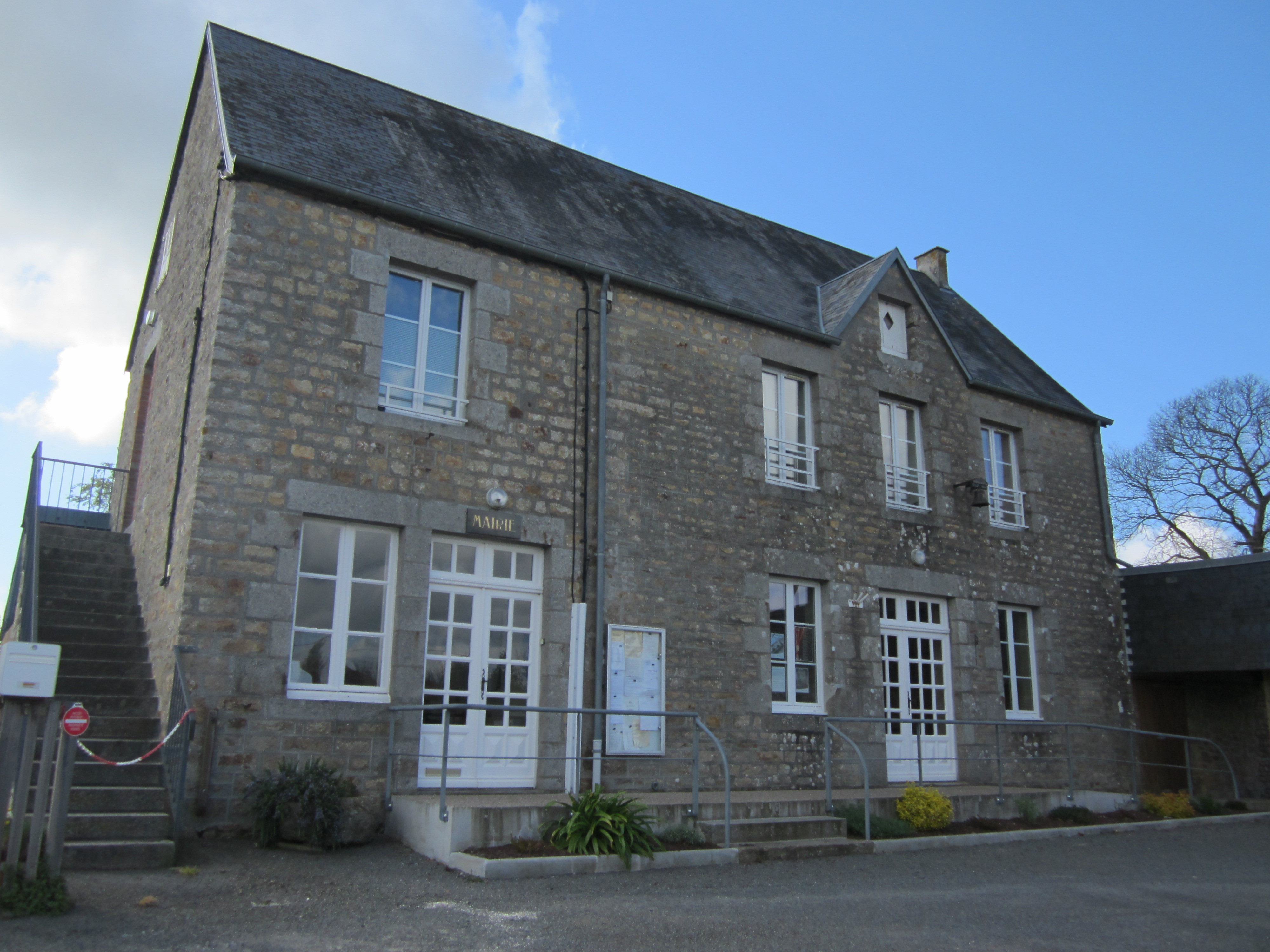
Ehemalige Mairie